# Șumal
Șumal – wieś w Rumunii, w okręgu Sălaj, w gminie Marca. W 2011 roku liczyła 544 mieszkańców.